# Josef Schmidt (Politiker, 1908)
Josef Schmidt (* 6. Oktober 1908 in Karlsruhe; † 28. Juli 1979 in Emmendingen) war ein deutscher Politiker (SPD) und von 1964 bis 1972 Mitglied des Landtages von Baden-Württemberg sowie von 1957 bis 1972 Bürgermeister der Gemeinde Teningen.

## Leben
Schmidt trat zum 1. Februar 1933 der NSDAP bei. Er war als Versicherungskaufmann tätig, 1957 wurde er zum Bürgermeister der Gemeinde Teningen gewählt. 1964 wurde er als Nachfolger von Rudolf Schieler für den Wahlkreis Emmendingen in den Landtag von Baden-Württemberg gewählt. Als Mitglied der SPD-Fraktion während der Großen Koalition unter Hans Filbinger hat sich Schmidt bei den Beratungen zum Kreisreformgesetz engagiert, das am 1. Januar 1973 in Kraft getreten ist. Schmidt hatte wesentlichen Anteil daran, dass der Landkreis Emmendingen bei dieser Reform nicht mit Nachbarkreisen fusioniert wurde, sondern weitgehend erhalten blieb.
Josef Schmidt hat sich im Zusammenhang mit der auf die Kreisreform folgenden Gemeindereform für eine Fusion der Gemeinde Teningen mit der benachbarten Kreisstadt Emmendingen eingesetzt. Nach einem Bürgerentscheid in Teningen im Jahre 1972, bei der die Fusion abgelehnt wurde, trat Schmidt von seinem Amt als Bürgermeister zurück. Im selben Jahr schied er auch aus dem Landtag aus.
In seiner Amtszeit als Bürgermeister hat er Teningens Entwicklung vom Bauerndorf zur modernen Industriegemeinde wesentlich geprägt. Neben dem Bau einer Abwasserkanalisation, der Befestigung von Straßen ist vor allem der Bau des Teninger Schul- und Sportzentrums, das 1964 fertiggestellt wurde, zu nennen. Ein besonderes Verdienst von Schmidt ist der Bau zahlreicher Sozialwohnungen durch die Gemeinde sowie eine wesentliche Erweiterung der Siedlungsfläche des Ortes, wobei die Gemeinde vor allem den Eigenheimbau für Familien gefördert hat.

## Ehrungen
- 1972: Verdienstkreuz am Bande der Bundesrepublik Deutschland